# Смирнов, Михаил Павлович (историк)
Михаил Павлович Смирнов (1833—1877) — историк, профессор русской истории Новороссийского университета.

## Биография
Окончил 3-ю Санкт-Петербургскую гимназию и историко-филологическое отделение Главного педагогического института (1855). В этом же году (24 ноября) он был назначен в Ришельевский лицей исправляющим должность адъюнкта по русской истории и статистике. В 1860 году он сдал в Санкт-Петербургском университете экзамен на магистра русской истории и получил степень магистра за сочинение «Судьбы Червонной или Галицкой Руси до соединения её с Польшею (1387)» (Санкт-Петербург: тип. Лермантова и К°, 1860). После преобразовании лицея в 1865 году в Новороссийский университет он стал экстраординарным профессором русской истории. В 1869 году за 1-ю часть исследования «Ягелло-Яков-Владислав и первое соединение Литвы с Польшею» (Одесса: тип. П. Францова, 1868) он получил докторскую степень. Смирнов продолжал эту работу, но смерть 1 (13) февраля 1877 года помешала окончанию её 2-й части.
По воспоминаниям современников, общие курсы, читавшиеся Смирновым, не представляли ничего особенного: «в них он умел удачно использовать особенно Соловьёва, затем Устрялова, Забелина, Гедеонова и др. Но зато его курсы по истории Литвы, западной Руси, Ливонского ордена, где он был специалистом, выдавались по своему достоинству и пользовались большим успехом».